# 威爾斯足球聯賽系統
威爾斯足球聯賽系統（Welsh football league system）是一系列相關連的聯賽組別，足球聯賽之間有定期的升降級。，提供給威爾斯的球會比賽。它由四個主要層級以及較低的地方聯賽組成。雖然大多數威爾斯俱樂部在威爾斯聯賽系統比賽，但有五個威爾斯俱樂部在英格蘭聯賽中比賽，還有四個英格蘭俱樂部在威爾斯聯賽中比賽。

## 威爾斯足球結構

### 第一級：超级联赛
在最頂級是威尔士足球超级联赛，是威爾斯唯一的國家聯賽，由威爾斯足球協會運營。

### 第二級：北威爾斯和南威爾斯聯賽
自2019–20賽季以來，在對威爾斯聯賽系統進行審查後威爾斯足球協會首次運營第二級聯賽。第二級分為北威爾斯和中部威爾斯聯賽以及南威爾斯聯賽，聯賽冠軍可以晉升到超级联赛，前提是符合可接受的場地設施，如果冠軍無法滿足標準，則可以考慮亞軍隊伍。北威爾斯聯賽取代威尔士足球联盟联赛，而南威爾斯聯賽則吸納當時威爾士足球聯賽最高級別大部分球會。

### 第三級：阿達爾聯賽
威爾斯足球協會在2020–21賽季開始對威爾斯聯賽系統進行改革，第三級稱為阿達爾聯賽，分為北部和南部聯賽，每個聯賽又分為兩個基於地區的分區聯賽，形成東北、西北、東南和西南聯賽，每個聯賽最多可容納16支球隊。為了避免將目前的中威爾斯球隊分散到四個聯賽中，東北聯賽包含大量的中威爾斯球隊。西北聯賽則包含了靠近北威爾斯海岸的球隊。要有資格加入聯賽，俱樂部需要滿足FAW第三級認證的標準。阿達爾聯賽的結構取代以前的第三級聯賽：威爾斯足球聯賽第一級（ Welsh Football League Division One）、中威爾斯足球聯賽第一級（Mid Wales Football League Division One）、威爾士聯盟聯賽第一級（Welsh Alliance League Division 1 ）和威爾士國家聯賽超級聯賽（Welsh National League Premier Division），這些聯賽分別位於南威爾斯、中威爾斯、西北威爾斯和東北威爾斯。每個第三級聯賽在每個賽季結束時有三支球隊降級。

### 第四級：地區聯賽
第四級聯賽之下有六個地區聯賽，每個聯賽由威爾斯足球的地區協會運營：
- 中央威爾斯聯賽（由中央威爾斯足球協會運營）
- 東北威爾斯足球聯賽超級聯賽（由東北威爾斯足球協會運營）
- 北威爾斯海岸東部足球聯賽超級聯賽和北威爾斯海岸西部足球聯賽超級聯賽（由北威爾斯海岸足球協會運營）
- 關特郡聯賽超級聯賽（由關特郡足球協會運營）
- 西威爾斯超級聯賽（由西威爾斯足球協會運營）
- 南威爾斯聯盟聯賽超級聯賽（由南威爾斯足球協會運營）

每個聯賽冠軍有資格晉升到阿達爾聯賽，前提是符合FAW第三級認證。如果冠軍未能滿足標準，亞軍也有資格晉升，同樣需符合相同的第三級認證要求。